# Castellers de Tramuntana
Els Castellers de Tramuntana són un projecte de colla castellera  de Puigpunyent, fundada el 2022. Vesteixen amb camisa de color blau cel.Són colles agermanades amb Boixes i Boixos d'Eivissa i els apadrinen Castellers de Vilafranca i Castellers de Mollet.
La colla va presentar-se amb un taller casteller el 18 de desembre de 2022, i van fer actuacions amb construccions humanes per Sant Antoni i el 4 de març pel dia de la dona. El 19 de març de 2023 a l'aniversari dels Al·lots de Llevant van fer el seu primer intent desmuntat de pilar de 4. El 13 de gener de 2024 organitzen la 1a Trobada de Castellers de Tramuntana, a la que assisteixen Trempats de la UPF i Boixes i Boixos d'Eivissa. En aquesta actuació, els Castellers de Tramuntana fan el seu primer pilar de 4 i un 4d5a de germanor amb les colles participants. El 2 de juny de 2024 actuen a la Fira de Puigpunyent i estrenen la seva camisa blau clar. El 18 de gener de 2025 celebren la segona edició de la Trobada de Castellers de Tramuntana, per la revetlla de Sant Antoni. A aquesta revetlla assistiren Boixes i Boixos d'Eivissa,Trempats de la UPF i Gambirots de la UIB.